# Loles León
Loles León, il cui vero nome è Maria Dolores León Rodríguez (Barcellona, 1º agosto 1950), è un'attrice spagnola.

## Biografia
Trasferitasi da Barcellona a Madrid per intraprendere la carriera di attrice, conobbe il regista Pedro Almodóvar che la ingaggiò per il film Donne sull'orlo di una crisi di nervi del 1988. L'incarico le valse la conferma anche per la pellicola Légami! del 1990, nel quale rivestì ancora il ruolo di attrice non protagonista.
Interprete di alcune serie tv spagnole tra cui "Aqui no hay quien viva", campione assoluto negli ascolti, ricevette nel 2003 un Fotogramas de Plata come miglior attrice televisiva e, nel 2004, il premio al Festival del Cinema di Girona come miglior attrice protagonista nel cortometraggio Implicaciòn di Julián Quintanilla.

## Filmografia parziale
- Donne sull'orlo di una crisi di nervi (Mujeres al borde de un ataque de nervios), regia di Pedro Almodóvar (1988)
- Légami! (¡Átame!), regia di Pedro Almodóvar (1990)
- Bersaglio tutto nudo (Los gusanos no llevan bufanda), regia di Javier Elorrieta (1992)
- L'amante bilingue (El amante bilingüe), regia di Vicente Aranda
- La passione turca (La Pasión Turca), regia di Vicente Aranda (1994)
- Libertarias, regia di Vicente Aranda (1996)
- Tre mogli, regia di Marco Risi (2001)
- Parla con lei (Hable con ella), regia di Pedro Almodóvar (2002)
- Fuga de cerebros, regia di Fernando González Molina (2009)
- The Queen of Spain (La reina de España), regia di Fernando Trueba (2016)